# Aino Seppo
Aino Seppo, född 26 maj 1958 i Helsingfors, Finland, är en finländsk skådespelare.

## Filmografi (urval)
- 1981 – Babels hus (TV-serie)
- 1982 – De värdelösa
- 1983 – Profitörerna (TV-serie)
- 1984 – Sista leken
- 1985 – En ros av kött